# خوسيه فرنسيسكو دي مورايس
خوسيه فرنسيسكو دي مورايس هو لاعب كرة قدم برازيلي في مركز الدفاع، ولد في 1950 في بوتوكاتو في البرازيل، وتوفي بنفس المكان في 12 أبريل 1999. شارك مع منتخب البرازيل لكرة القدم. أما مع النوادي، فقد لعب مع نادي كروزيرو.

## وصلات خارجية
- خوسيه فرنسيسكو دي مورايس على موقع الاتحاد الأوربي (الإنجليزية)
- خوسيه فرنسيسكو دي مورايس على موقع قاعدة بيانات كرة القدم.إي يو (الإنجليزية)
- خوسيه فرنسيسكو دي مورايس على موقع عالم كرة القدم.نت (الإنجليزية)